# 차오차오역
차오차오역(중국어: 草桥站)은 중국 베이징시 펑타이구 위취안잉 가도 징카이 고속공로·젠궈쓰 북로 교차로에 위치한 베이징 지하철 10호선과 다싱공항선과 19호선의 지하철 환승역이다. 마차오강(马草河)을 가로지르는 돌다리가 있었다고 하여 붙여진 이름이다. 10호선 구간은 2012년 12월 30일 개통되어 10호선 2단계, 다싱공항선 구간은 2019년 9월 26일, 19호선 구간은 12월 31일 개통에 개통되었다. 이는 시즈먼(西直门), 둥즈먼(东直门), 쑹자좡(宋家庄), 국가도서관(国家图书馆)에 이어 베이징 지하철 3개 노선의 다섯 번째 환승역이다(다른 두 곳은 스리허역과 진안차오역이다.).

## 위치
10호선 차오차오역은 젠궈쓰 북로(동서 방향)와 차오차오 서로(남북 방향)의 교차점 동쪽에 위치하며 동서 방향으로 배치되어 있다.
다싱공항선 차오차오역은 마차오강 위취안잉 수문 동쪽에 위치하며 북동, 남서쪽으로 배열되어 있다. 19호선 역은 다싱공항선 역과 통합 역사로 건설되었다.

## 역 구조
10호선 차오차오역은 지하 3경간 역으로, 다싱공항선은 이 역에서 기존 10호선을 연결한다. 이 역은 7개의 출입구가 있다.

### 층별 구조
| 지면                      | 가도                                | A—H출입구 |
| 지하 1층                  | 19호선·다싱공항선 대합실            | 고객 서비스 센터, 자동 발매기, 출입 게이트, 수하물 체크인, 셀프 체크인 서비스, 항공편 정보 조회, 도로 교통 연결, 19호선 - 10호선 환승 통로 |
| 지하 2층                  | 10호선 대합실                       | 고객 서비스 센터, 자동 발매기, 출입 게이트, 19호선 - 10호선 환승 통로                                                                      |
| 지하 2층                  | ←                                   | ■ 19호선 무단위안 방면 (징펑먼) |
| 지하 2층                  | 섬식 승강장, 왼쪽 출입문이 열림     | |
| 지하 2층                  | →                                   | ■ 19호선 신궁 방면 (신파디) |
| 지하 2층                  |                                     | |
| 지하 2층                  | 상대식 승강장, 오른쪽 출입문이 열림 | |
| 지하 2층                  | ←                                   | ■ 다싱공항선 하차 전용 승강장 |
| 지하 2층                  | →                                   | ■ 다싱공항선 다싱공항 방면 (다싱신청) |
| 지하 2층                  | 상대식 승강장, 오른쪽 출입문이 열림 | |
| 지하 3층 10호선 승강장 층 | ←                                   | ■ 10호선 내선 순환 (지자먀오) |
| 지하 3층 10호선 승강장 층 | 섬식 승강장, 왼쪽 출입문이 열림     | |
| 지하 3층 10호선 승강장 층 | →                                   | ■ 10호선 외선 순환 (자오먼 서) |

### 대합실 및 환승
10호선 차오차오역 대합실은 지하에 동서로 뻗어 있으며 북쪽에 '화양연화《花样年华》'라는 제목의 예술 벽화가 있다. 대합실의 남서쪽과 남쪽에 환승 통로가 있다. 다싱공항선 차오차오역은 "육지 실크로드(陆上丝绸之路)"를 주제로 설계되었으며 19호선과 공동 건설되어 기존 노선과 다싱공항선 2개의 유료 구역으로 나누어진 출입구에 위치한다. 탑승구 옆에 4개의 체크인 카운터가 있어, 승객은 항공편 출발 6시간 전부터 차오차오역에서 체크인 및 수하물 체크인 절차를 시작할 수 있다. 처리 시간은 오전 7시부터 오후 8시로, 수하물 체크인은 늦어도 항공편 이륙 150분 전까지 완료되어야 한다. 또한, 차오차오역 지하층 E1 출구 아래에 택시와 온라인 차량 호출 픽업 지점이 있다.

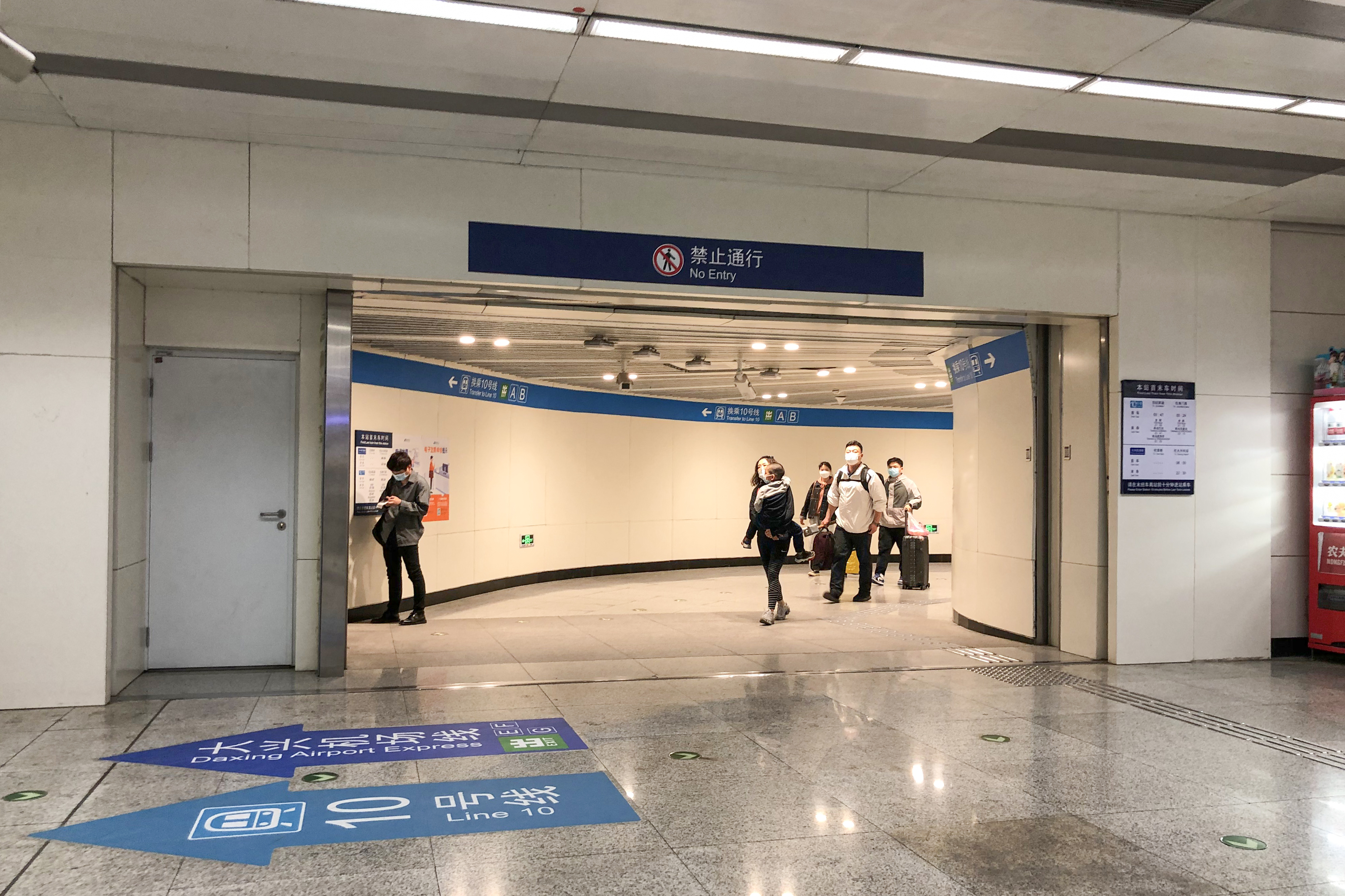
10호선 대합실 남서측 북쪽 환승 통로 출구
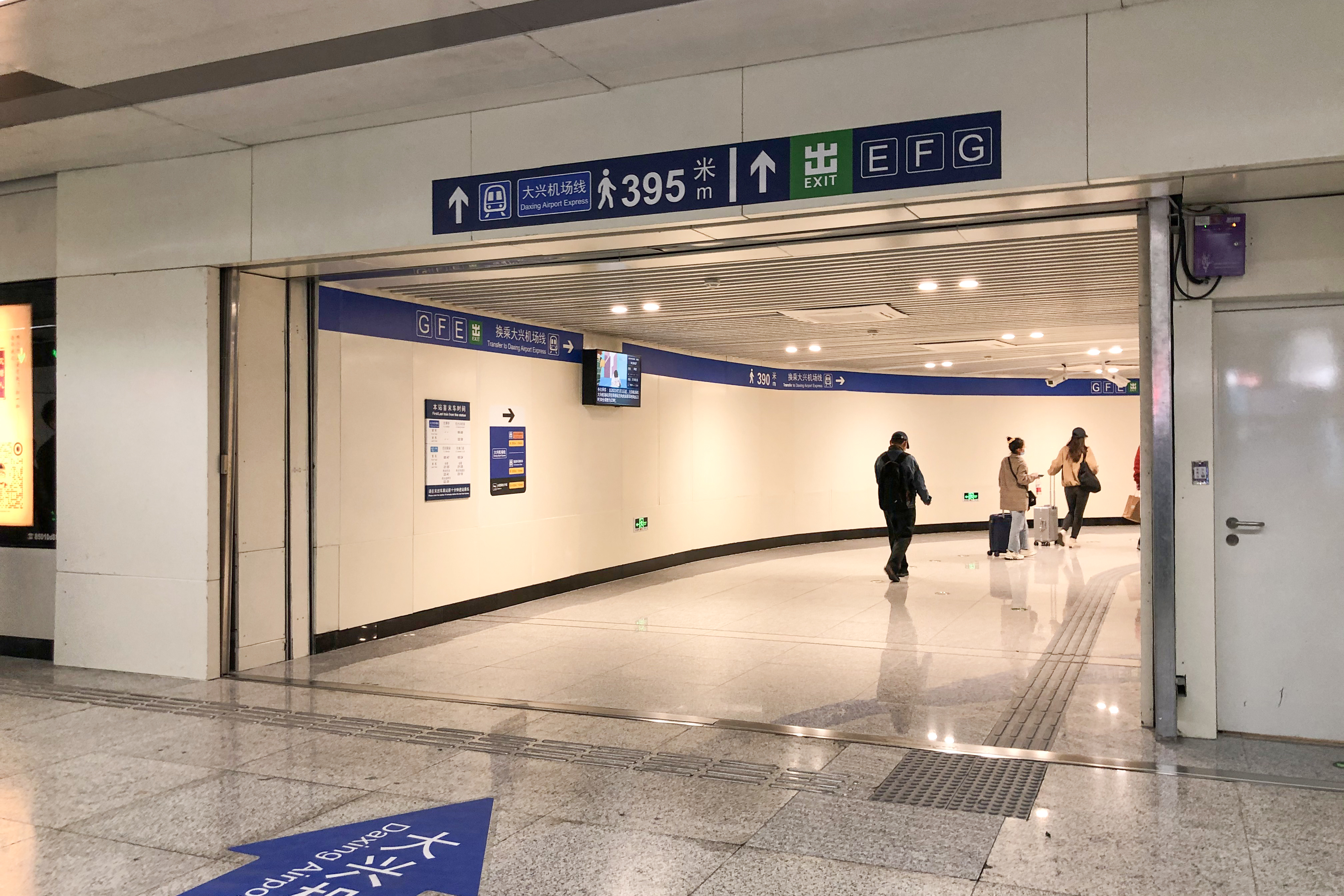
10호선 대합실 남쪽 환승통로 입구
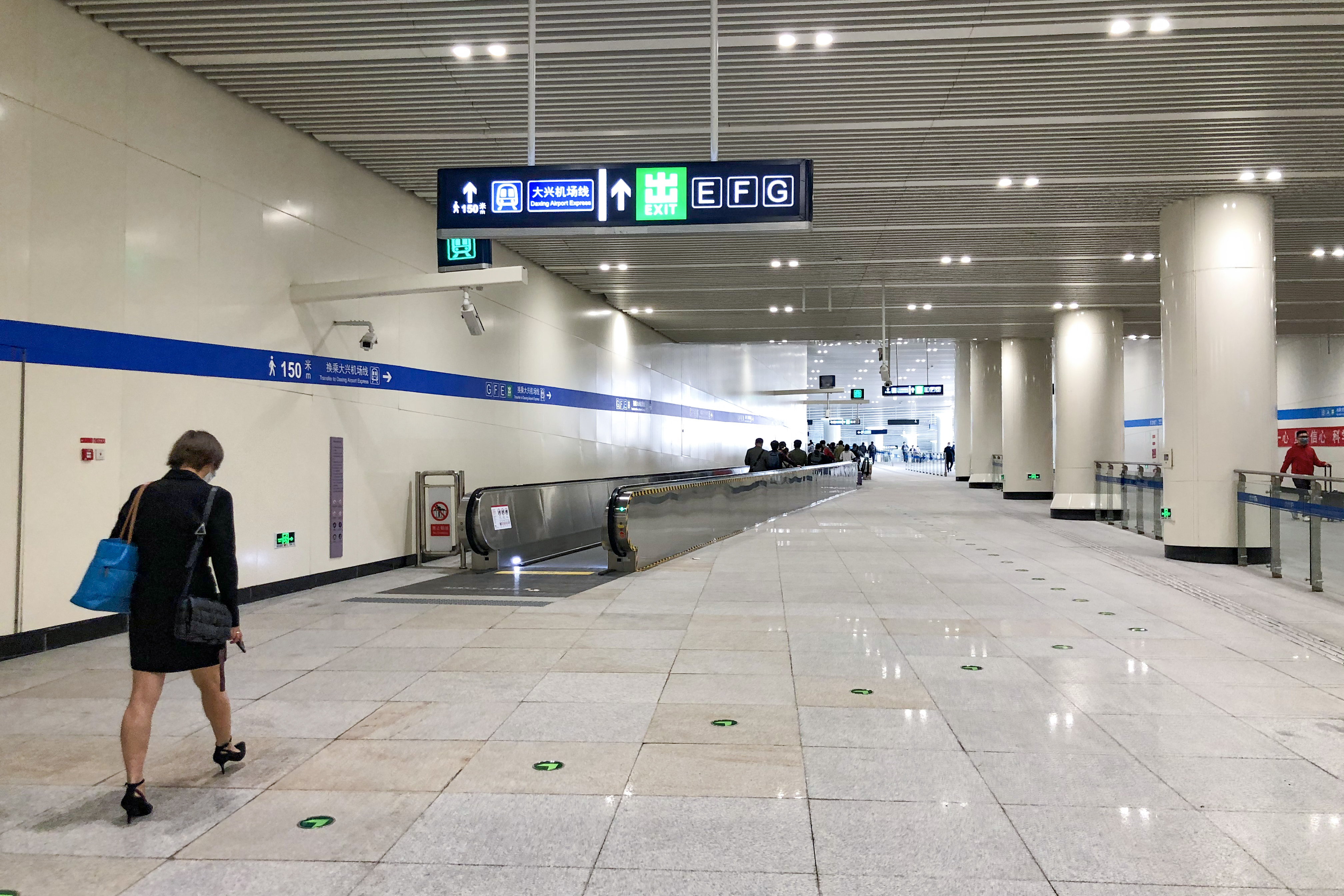
남쪽 환승 통로에 설치된 에스컬레이터
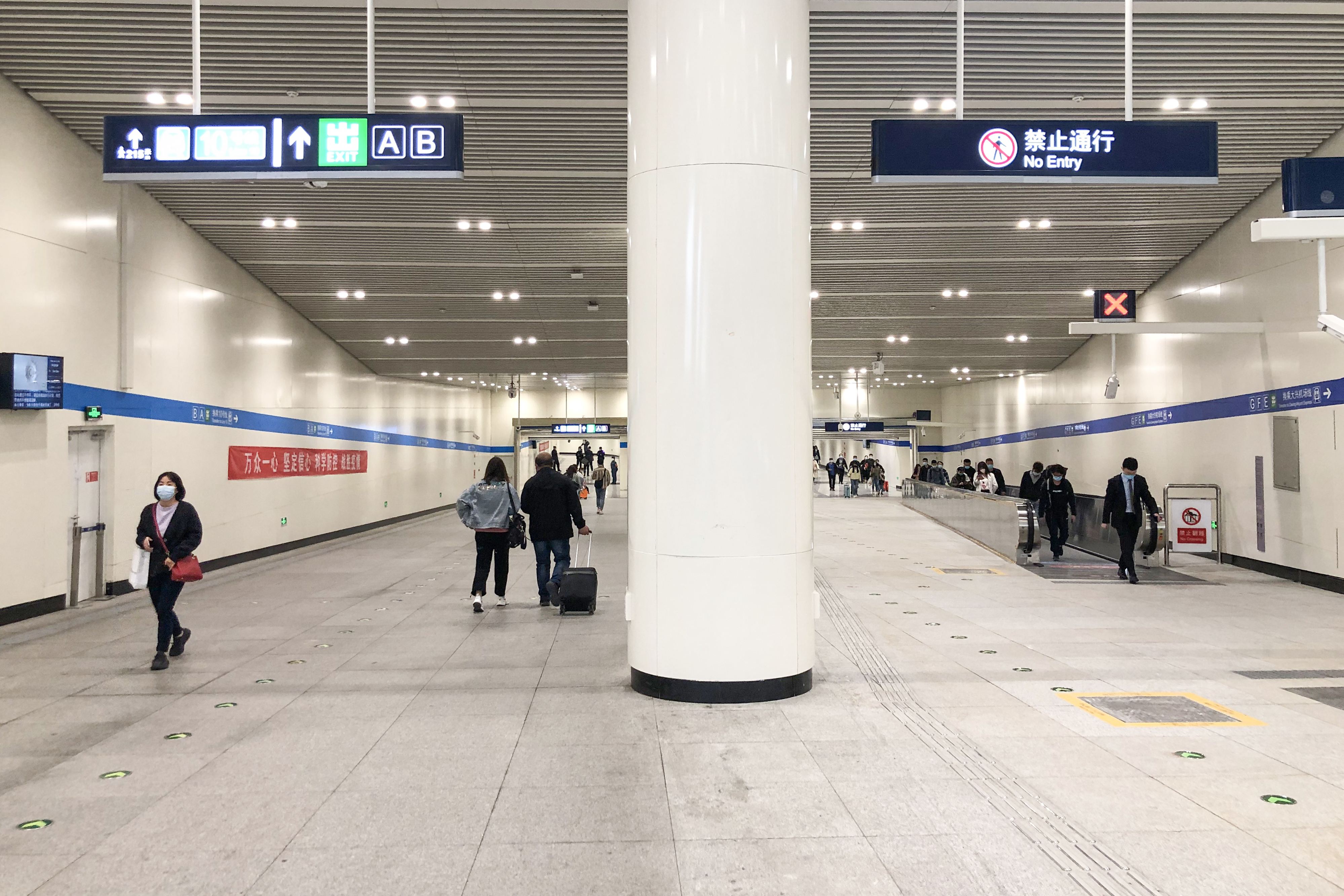
단방향 구조인 북쪽 환승 통로(왼쪽)와 남쪽 환승 통로(오른쪽)

### 승강장
10호선 차오차오역은 젠궈쓰 북가 아래에 섬식 승강장이 있다. 다싱공항선 차오차오역은 상대식 승강장이 2개 있으며 차오차오역 도로 동쪽 지하에 위치한다. 이 역은 열차가 회차할 수 있는 다싱 공항선의 북쪽 끝에 건넘선이 존재한다. 본선의 끝 부분은 북쪽으로 계속 확장되도록 대비된 구조로 되어 있다. 19호선 차오차오역은 다싱공항선 승강장과 동일한 '육상 실크로드' 장식의 섬식 승강장을 갖추고 있으며, 다싱공항선 역 동쪽에 위치한다.

## 출구
10호선 차오차오역은 젠궈쓰 북가 북쪽에 A, B 2개의 출입구가 있다. 다싱공항선과 19호선 차오차오역에는 E1, E2, F, G, H 총 5개의 출입구가 있다. 그 중 E1, E2, F 출구는 지상으로 바로 연결되는 출구이고 G, H 출구는 광장으로 바로 나가는 출구이다. 엘리베이터는 A, E1, F, G 출구에 있으며, 그 중 E1 출구에는 2대가 있다. 유료 구역 이동 후 A, B출구는 10호선 비요금구역으로만 연결되고, 이 역에는 현재 건설 중인 징카이 고속공로 양쪽에 2개의 추가 출입구가 설치될 것이다.
|                                   |                         | |      |             |
|                                   |                         | |      |             |
|                                   |                         | |      |             |
| 출구                              | 지시                    | 출구 인근 | 사진 | 무장애 시설 |
| ■ 10호선 역사와 연결              |                         | |      |             |
| 出口 · A                          | 젠궈쓰 북가(镇国寺北街) | 젠궈쓰 북가(镇国寺北街) 북측, 차오차오신위안 4구(草桥欣园四区), 베이징 기독교 교회 펑타이 교회(北京基督教会丰台堂) |      |             |
| 出口 · B                          | 젠궈쓰 북가(镇国寺北街) | 젠궈쓰 북가(镇国寺北街) 북측, 차오차오신위안 1구草桥欣园一区)                                                      |      | 빈칸        |
| ■ 19호선 ■ 다싱공항선 역사와 연결 |                         | |      |             |
| 出口 · E · 1                      |                         | 차오차오역전로(草桥站前路), 차오차오강변로(草桥滨河路)                                                             |      |             |
| (폐쇄)                            |                         | 차오차오역전로(草桥站前路), 차오차오강변로(草桥滨河路)                                                             |      | 빈칸        |
| 出口 · F                          | 차오차오 서로(草桥西路) | 차오차오 서로(草桥西路)                                                                                            |      |             |
| 出口 · G                          | 젠궈쓰 북가(镇国寺北街) | 젠궈쓰 북가(镇国寺北街), 차오차오 서로(草桥西路)                                                                   |      |             |
| (임시 휴업)                       | 차오차오 서로(草桥西路) | 차오차오 서로(草桥西路)                                                                                            |      | 빈칸        |
| 아이콘 설명: 엘리베이터           |                         | |      |             |